# Валя-Сатулуй (Молдова)
Валя-Сатулуй (рум. Valea Satului) — село у Кріуленському районі Молдови. Входить до складу комуни, адміністративним центром якої є село Долінноє.

## Населення
За даними перепису населення 2004 року у селі проживали 99 осіб.
Національний склад населення села:
| Національність       | Кількість осіб | Відсоток |
| -------------------- | -------------- | -------- |
| українці             | 47             | 47,5%    |
| молдавани            | 44             | 44,4%    |
| росіяни              | 6              | 6,1%     |
| гагаузи              | 1              | 1,0%     |
| інша / без відповіді | 1              | 1,0%     |
| Всього               | 99             | 100%     |